# Tribüne (Theater)

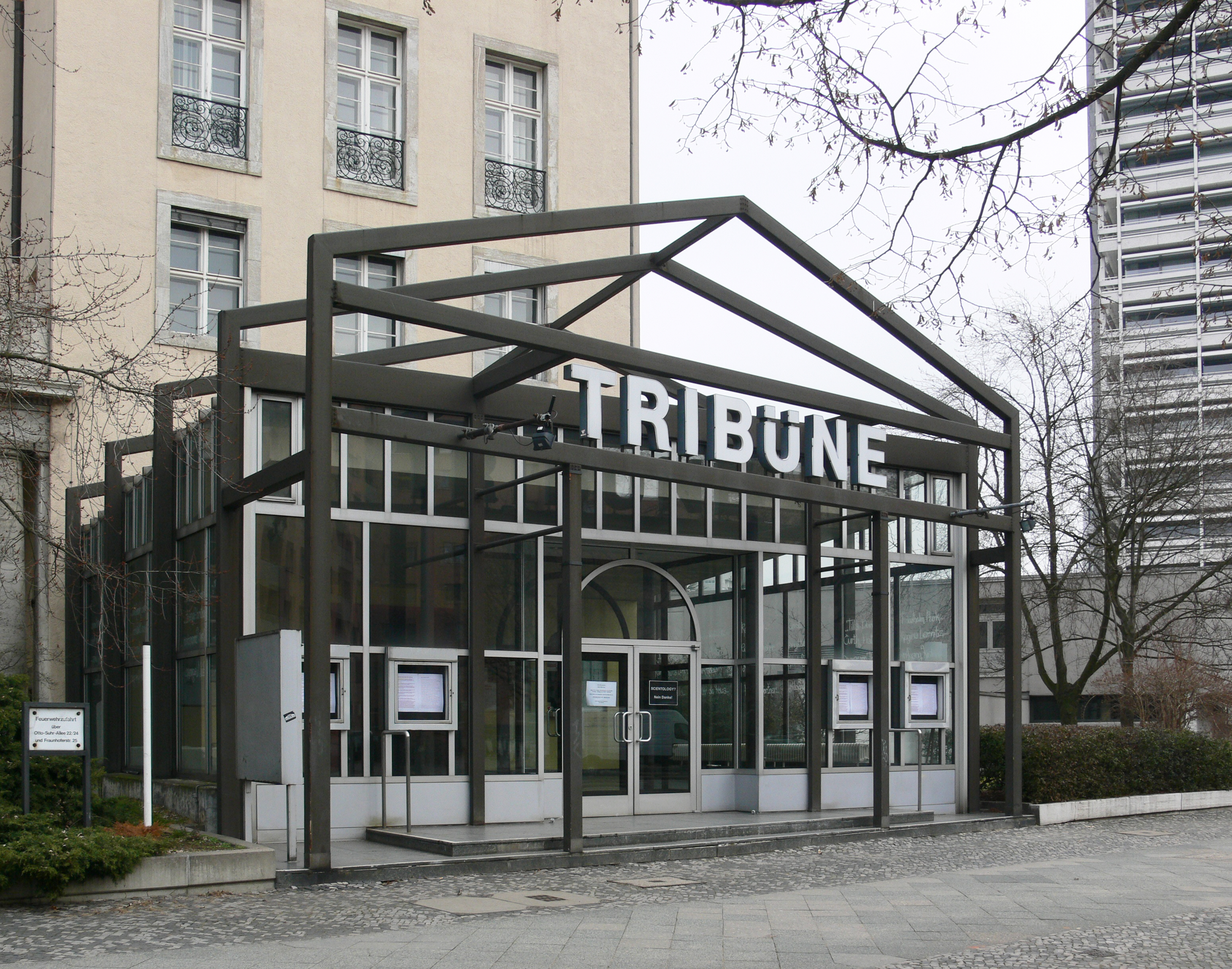
Eingang der Tribüne, Februar 2009

Die Tribüne, früher auch bekannt als Tribüne am Knie, war ein Theater an der Otto-Suhr-Allee im Berliner Ortsteil Charlottenburg (Bezirk Charlottenburg-Wilmersdorf) in der Nähe des heutigen Ernst-Reuter-Platzes (vorher: Knie oder Am Knie). Es existierte zwischen 1919 und 2008 und wurde von September 2009 bis zum Jahr 2011 kurzzeitig erneut betrieben.
Das Theater gehörte zu den ältesten bestehenden Berliner Privatbühnen. Der Theatersaal war ursprünglich die Aula eines im Jahr 1915 von der Architektin Emilie Winkelmann erbauten Mädchengymnasiums, dem Ottilie-von-Hansemann-Haus, und hatte zuletzt rund 300 Plätze.

## Geschichte

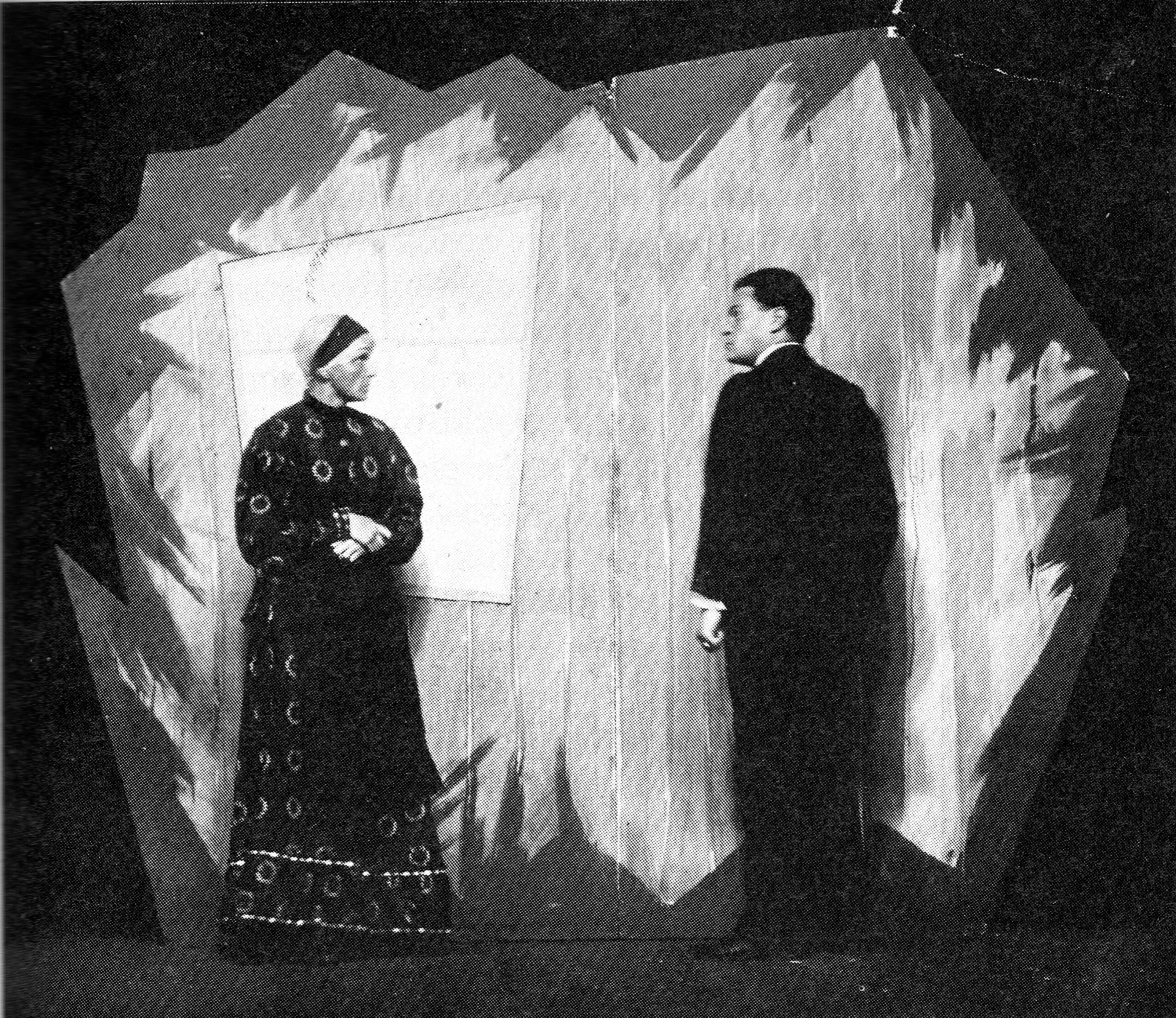
Ernst Toller: Die Wandlung. Das Ringen eines Menschen, Bühnenbild Robert Neppach, Inszenierung Karlheinz Martin, Darsteller des Juden Friedrich Fritz Kortner (rechts) (1919)

Gegründet wurde die Tribüne im September 1919 als politisch-expressionistisches Theater. Sie wurde mit den Stücken Der Retter und Die Entscheidung, beide von Walter Hasenclever, eröffnet. Größere Aufmerksamkeit erreichte die Spielstätte mit der Uraufführung von Ernst Tollers Stück Die Wandlung, in der Fritz Kortner in der Hauptrolle zu sehen war. Sie fand am 30. September 1919 unter der Regie von Karlheinz Martin statt. Zu dieser frühen Zeit standen auch Autorenlesungen von Else Lasker-Schüler und Stefan Zweig auf dem Spielplan. Dadaisten wie Raoul Hausmann, George Grosz, Richard Hülsenbeck, Walter Mehring und John Heartfield zelebrierten ihre Publikumsbeschimpfungen. Im Dezember 1919 übernahm Eugen Robert das Theater. In der Folge umfasste das Repertoire neben ernster Theaterliteratur mehr unterhaltende Stücke.

### 1920 bis 1945
In den 1920er Jahren traten Schauspieler wie Paul Wegener, Marlene Dietrich, Adele Sandrock, Tilla Durieux sowie Heinrich George an der Tribüne auf. Neben anderen Regisseuren inszenierten Erwin Piscator und Jürgen Fehling. Nach Eugen Roberts Flucht nach London setzten die Leiter fortan auf reines Unterhaltungstheater, so auch mit Rudolf Platte in der Spielzeit 1936/1937.
Zwischen 1938 und 1945 war die Tribüne mehrmals geschlossen, es gab keinen geregelten Spielbetrieb. In den letzten Jahren des Zweiten Weltkriegs wurde die Bühne vom Deutschen Theater genutzt.
Am 1. Juni 1945 wurde die Tribüne als erstes Berliner Theater nach dem Zweiten Weltkrieg von Viktor de Kowa wiedereröffnet. Gezeigt wurde ein Kleinkunstprogramm in der Conférence von Hildegard Knef. Das Publikum bezahlte auch mit Naturalien wie Lebensmitteln, Briketts, Zigaretten oder Strümpfen.
Später feierten auch Horst Buchholz, Wolfgang Kieling, Käthe Haack, Wolfgang Spier, Edith Hancke, Peter Thom und Klaus Sonnenschein große Erfolge.

### Künstlerische Entwicklung ab den 1970er Jahren
Seit den 1970er Jahren erhielt das Theater öffentliche Zuwendungen. Klaus Sonnenschein übernahm von 1972 bis 1997 die Leitung des Theaters. Boulevardkomödien bildeten neben Klassikern von Kleist bis Shakespeare einen programmatischen Schwerpunkt.
Danach prägten Ingrid Keller und Rainer Behrend bis 2006 als Intendanten das Profil der Tribüne. Politisch-literarische Programme wie etwa die mit dem Kritikerpreis ausgezeichnete Revue Die verbrannten Dichter, geschrieben von Behrend, nahmen von nun an einen besonderen Raum ein. Klassiker der Moderne, gesellschaftskritische Stücke und Komödien ergänzten den Spielplan.

### Künstlerische Neuausrichtung 2006–2008
Ab Ende 2006 verwendete das Theater zur Eigenbezeichnung die Schreibweise „tribuene“. In dieser Zeit übernahmen Corinna und Thomas Trempnau die Leitung des Theaters, als künstlerischen Leiter engagierten sie den Regisseur Helmut Palitsch, der die Tribüne aber nach einem halben Jahr wieder verließ.
Gerade die Produktionen gegen Ende dieser Ära verdeutlichen das weite Spektrum an Inhalten und Theaterformen:
- Claus Peymann kauft Gudrun Ensslin neue Zähne (Uraufführung) von Christoph Klimke, Regie: Hannes Hametner, verfasst im Auftrag der Tribüne, behandelt die politische Vergangenheit von Gudrun Ensslin ebenso, wie die von Claus Peymann aus Anlass des 40. Jahrestages des Deutschen Herbstes,
- Love von Alexej Schipenko,
- Fräulein Julie von August Strindberg,
- Tiergartenstraße 4, von Christoph Klimke (Regie: Hannes Hametner, Musik: Gernot Schedlberger), verfasst im Auftrag der Tribüne, behandelte die Euthanasie-Politik in Deutschland zur Zeit des Nationalsozialismus (Uraufführung),
- das Musical Irma la Douce,
- das Boxermusical Der Kampf des Jahrhunderts.

Daneben bot die kleine Bühne der Tribüne, der blaue raum, eine Vielzahl von Lesungen, Monologen und musikalischen Veranstaltungen.
Für 2007 und 2008 wurden jeweils 600.000 Euro an Subventionen aus dem Etat des Landes Berlin gewährt. Ein Antrag auf Fortsetzung dieser Förderung für die Jahre 2009 und 2010 wurde vom Berliner Senat abgelehnt, was eine Fortführung des Theaterbetrieb unmöglich machte.
Sowohl die Theaterleitung wie auch mehrere Mitarbeiter setzten sich für einen Erhalt des Theaters ein. Die Leitung warf der urteilenden Jury vor, die Entwicklung der Tribüne in den Jahren nach dem Generationswechsel nicht hinreichend gewürdigt zu haben. Nach der letzten Aufführung des Boxermusicals Der Kampf des Jahrhunderts wurde das Theater am 31. Dezember 2008 geschlossen.

### Neue Intendanz 2009 bis 2011
Der Regisseur und Autor Gunnar Dreßler, der zu dieser Zeit in Hamburg bereits das Theater in der Basilika leitete, übernahm das Tribüne-Theater zum 1. August 2009. Wenige Wochen später – zeitgleich zum 90. Geburtstag der Tribüne am 20. September – wurde der Spielbetrieb mit der Uraufführung des Stückes Der letzte macht das Licht aus wieder aufgenommen. Eine öffentliche Förderung war nicht vorgesehen, doch übernahm der Senat bis Ende 2009 die Mietzahlungen für das Haus. Am 16. Oktober 2009 hatte das Stück Keinohrhasen nach dem gleichnamigen Kinofilm von Til Schweiger und Anika Decker Premiere.
Dreßler übernahm für die Tribüne das dramaturgische Konzept, mit dem er auch schon sein Theater in der Basilika in Hamburg betrieben hatte: Zeitgenössisches Sprechtheater mit Akzent auf anspruchsvollen Komödien und Adaptionen von Filmen und Romanen der Gegenwart. In der Spielzeit 2011/2012 musste das Theater erneut seinen Spielbetrieb einstellen. Der Vermieter machte wegen Verkaufsabsichten von seinem Kündigungsrecht Gebrauch. Im Sommer 2015 wurde der für das Theater an die Fassade angebaute Eingangsbereich im Rahmen der Sanierung des Ottilie-von-Hansemann-Hauses abgerissen.

### Auszeichnungen
- 1982: Silbernes Blatt der Dramatiker-Union